# Margit Palmær
Margit Amalia Palmær, född 25 september 1898 i Uppsala, död 22 april 1991 i Örebro, var en svensk författare och manusförfattare. 

## Biografi
Föräldrar var professorn Knut Wilhelm Palmær och Signe Elisabet Dillner. Efter studier i Stockholm och Paris tog Palmær filosofie kandidatexamen i Uppsala 1922. Hon gifte sig 1924 med Bertil Waldén, landsantikvarie i Örebro län. Hon var mor till fem barn, bland dem kvinnohistorikern Louise Waldén. 
Efter makens död 1963 var Palmær bosatt i friluftsmuseet Wadköping. Där tog bl.a. hon initiativ till Wadköpingsspelen, en årligen återkommande teatertradition.
Hon skrev romaner och ett stort antal pjäser. Hennes författarskap uppmärksammar på olika sätt den moderna kvinnans situation. Hon beskrev kvinnans sociala situation och olika kvinnoyrken. I författarskapet använde hon sig gärna av intervjuteknik. 
I hemstaden Örebro gjorde hon också olika insatser. Hon grundade Örebros första daghem. Hon initierade även parklek, andelstvättstuga och bytescentral för barnkläder. Vidare bildade hon Örebro andra husmodersförening och tillsammans med läkaren Helena Klein Yrkeskvinnors klubb i Örebro.
Makarna Waldén är begravda på Solna kyrkogård.

### Prosaberättelser
- Studentska : en berättelse. Stockholm: Bonnier. 1927. Libris 1341722
- Historien om den yngste Sjunnesson. Stockholm: Bonnier. 1929. Libris 1341721
- Mariann Tegern : roman. Stockholm: Tiden. 1931. Libris 1366189
- Mot en ny kärlek : noveller. Stockholm: Tiden. 1933. Libris 1366190
- Två systrar i Småland. Stockholm: Tiden. 1933. Libris 1366191
- Den försvunne postiljonen : roman från Bergslagen. Stockholm: Wahlström & Widstrand. 1942. Libris 1404114
- Don Juan har vernissage. Stockholm: Wahlström & Widstrand. 1943. Libris 1404113
- Ängeln i Menton. Stockholm: Legenda. 1985. Libris 7437730. ISBN 91-582-0721-X

### Dramatik
- Bänk att hyra : fars i en akt. Amatörteatern ; 85. Falun. 1934. Libris 1350801
- Medaljutdelningen : pjäs i en akt. Amatörteatern ; 84. Falun. 1934. Libris 1350800
- När isarna går upp : skådespel i en akt. Amatörteatern, 99-0740728-3 ; 83. Falun. 1934. Libris 2952529
- Lassemaja : folklustspel i tre akter. Amatörteatern ; 123. Falun. 1935. Libris 1350827
- Auktion på Blomsterbo : lustspel i två akter och ett mellanspel. Amatörteatern ; 149. Falun: Lindarna. 1936. Libris 1360568
- Solidaritet : pjäs i en akt. Amatörteatern, 99-0740728-3 ; 154. Falun. 1936. Libris 3061956
- Överraskningen : scen. Stockholm: Koop. förb. 1936. Libris 1374831
- Vanvettets offer : skådespel i en akt. Amatörteatern ; 165. Falun: Lindarna. 1937. Libris 1360584
- En målare drog genom byn : spel i tre akter. Amatörteaterns elitserie ; 12. Falun: Lindarna. 1938. Libris 1360641
- När julgubben stannade hemma : julspel i en akt. De ungas teater ; 19. Falun: Lindarna. 1938. Libris 1380736
- Klosterjungfrurna på Riseberga. Premiär ; 5. Falun: Lindarna. 1943. Libris 1404817
- Tre generationer : pjäs. Rampen ; 45. 1944. Falun. 1944. Libris 3061957
- Flickorna på Fageråsen. JUF :s teaterpjäser ; 8. Stockholm: J.U.F. 1945. Libris 1409482
- Friarna på Norrbacka : lustspel i tre akter. Amatörteatern, 99-0740728-3 ; 237. Falun: Lindarna. 1945. Libris 1387290
- Byskräddaren : scen. Rampen ; 53. Falun: Lindarna. 1946. Libris 1412638
- Vägen till kvinnans hjärta : en scen om kvinnan och politiken. Amatörteatern, 99-0740728-3 ; 245. Falun: Lindarna. 1946. Libris 1387298
- Korsstyngsbroderiet : scen. Stockholm: Koop. kvinnogillesförb. 1947. Libris 1404115
- Den moderna kvinnan presenterar sig : tre monologer: "Hemkonsulenten"; "Ung flicka 18 års"; "Sömmerskan". Den lilla scenen ; 252. Falun: Lindarna. 1949. Libris 1410709 - Utgiven under pseudonymen Candida.
- En hatt för madame : scen i en akt. För amatörscenen, 99-1248201-8 ; 15. Stockholm: Eklund. 1956. Libris 1208066
- Prinsessan som inte kunde le : och En liten slotts concert för 100 år sedan  : två sagospel. Sagospel. [Stockholm]: [Rädda barnen]. 1957. Libris 1208074
- Magisterns luciamorgon : luciascen i en akt. För amatörscenen, 99-1248201-8 ; 19. Stockholm: Eklunds & Vasatr. 1961. Libris 1208070
- Resan till Rhodos : komedi i en akt. För amatörscenen, 99-1248201-8 ; 20. Stockholm: Eklunds & Vasatr. 1964. Libris 1208076

### Varia
- Sovjetryska scenerier : intryck från en resa i Sovjetunionen. Stockholm: Bonnier. 1928. Libris 332796
- Nutidskvinnan i närbild. Stockholm: Kooperativa förb. 1937. Libris 1374829
- Vi nutidskvinnor. Stockholm: Koop. förb. 1939. Libris 1374830
- Tolv kvällssamtal med Gerd. Stockholm: Wahlström & Widstrand. 1941. Libris 1404116
- En husmor lever farligt. Stockholm: Kooperativa förb. 1944. Libris 424607
- Cajsa Warg : Örebroflicka, husmamsell, kokboksförfattarinna  : en levnadsteckning. Örebro: Turisttrafikfören. 1958. Libris 679564
- Bergslagsblomster / teckning: Soldanella Oyler. [Örebro]: [M. Palmær Waldén]. 1959. Libris 1207925
- Örebro i konsten / Margit Palmær Waldén, Katja Waldén. [Örebro]: [Drätselkammarens kansli]. 1965. Libris 679567
- Örebro 700 år : en krönika från äldre tid och nutid / [av Margit Palmær Waldén, Sven Johansson]. [Örebro]: [Drätselkammaren]. 1965. Libris 323646
- Örebro / teckningar av Stig Olsson. Stockholm: Bonnier. 1966. Libris 679566
- Här är Wadköping! / [illustr.: Stig Olsson]. [Örebro]: förf. 1970. Libris 679565
- Ett studiematerial om kända och okända kvinnor / [Margit Palmaer ...]. [Bromma]: [Tidskr. Vi mänskor]. 1976. Libris 317217

### Redaktörskap
- Svenska barn i bild / [redaktör: Margit Palmær]. Stockholm: Redaktionskommittén för Svenska barn i bild. 1942. Libris 1455837
- Warg, Cajsa (1946). Cajsa Warg och hennes kokbok : Cajsa Wargs kokbok / utgiven i urval med en kulturhistorisk inledning av Margit Palmær. Stockholm: Norstedt. Libris 1422179
- Hagdahl, Charles Emil (1971). Hagdahl och hans kokbok : Charles Emil Hagdahls "Kok-konsten som vetenskap och konst" / utgiven i urval med en kulturhistorisk inledning av Margit Palmær. En PAN-bok, 99-0104304-2. Stockholm: PAN/Norstedt. Libris 7151469. ISBN 91-1-711401-2

## Filmmanus
- 1943 – Kvinnor i fångenskap